# 용의 눈
용의 눈(The Eyes of the Dragon, 한벗 출판 제목: 용의 눈, 문학생활사 출판 제목: 왕자의 비밀)은 미국 작가 스티븐 킹의 판타지 소설로, 1984년 필트럼 프레스(Philtrum Press)에서 한정판 슬립케이스 하드커버로 처음 출판되었으며 케네스 R. 링크하우저(Kenneth R. Linkhauser)가 그림을 그렸다. 이 소설은 나중에 데이비드 팔라디니(David Palladini)의 삽화와 함께 1987년 바이킹 프레스에 의해 대중 시장에 출판되었다. 이 무역판은 출판을 위해 약간 수정되었다. 1995년 프랑스판은 미국 삽화를 재현하지 않았다. 여기에는 크리스티안 하인리히(Christian Heinrich)의 새로운 일러스트레이션이 포함되어 있으며, 2016년 새 프랑스어 버전에는 니콜라 뒤포(Nicolas Duffaut)의 새로운 일러스트레이션도 포함되어 있다.
출간 당시 호러소설로 가장 잘 알려진 킹의 기준에서 벗어난 일이었다. 이 책은 준중세를 배경으로 한 서사적 판타지 작품으로, 선과 악의 싸움이 명확하게 확립되어 있고 마법이 주연을 맡고 있다. 용의 눈(Eyes of the Dragon)의 원제는 더 냅킨스(The Napkins)였다.